# Luz Palomares
Luz Palomares García fue una independentista cubana. Nació en Guáimaro, Camagüey, Cuba el 29 de mayo de 1850.

## Biografía
Fue hija de Francisco Palomares Sola, mayoral de Francisco Vicente Aguilera y de Mercedes García de la Torre, una criolla con ideales separatistas.
En el pueblo de Guáimaro pasó Luz los primeros años de su vida”. Contaba 19 años, cuando asistió en su suelo natal al acto trascendental de la celebración de la primera de nuestras Asambleas constituyentes.
En noviembre de 1889 su familia toda se internó en los montes de la redención siendo sorprendidos tres años después por la guerrilla del célebre Tizón, que ante los ojos de la joven, dio muerte de machetazos a sus hermanos Manuel y Pedro de 14 y 12 años respectivamente. La anciana madre de Luz murió en el acto por la cruel impresión que le proporcionaron en momento aciago; los demás acompañantes se dispersaron y Luz Palomares hecha prisionera fue llevada a Victoria de Las Tunas y encerrada en el Cuartel de las 28 columnas, aunque por poco tiempo, pues ese mismo año, la trasladaron al vivac del Barrio de San Andrés en Holguín y de aquí por tiempo indefinido, a “La Periquera”, cuartel de caballería que le dieron por cárcel permanente.
Recogida por la familia Manduley Salazar, permaneció allí hasta que fue firmada del Pacto del Zanjón, un día antes de que se cumpliera la sentencia de fusilamiento de su padre en Guáimaro. Esta pena le fue conmutada por la de destierro a otra región.
Baracoa fue el lugar escogido, y allí sentaron los Palomares hogar definitivo.
Allí se casaron Luz y Francisco Navarro Estrella; y le nacieron sus numerosos hijos. Y allí fue también donde prosiguió sus luchas en pro de la libertad de Cuba.
El General, Francisco Sánchez Echevarría, abrazola y ante toda la tropa colocada en posición de atención, le dijo: "Por su acción heroica hemos triunfado en la batalla de hoy, ha ganado Ud. el grado de Capitana del Ejército Libertador”.
El Congreso de l República en marzo de 1931, reconoció el derecho de Luz Palomares al grado de Capitana del Ejército Libertador y se le concedió la correspondiente pensión.
Residiendo en Antilla, le fue impuesta el 20 de mayo de 1948, la condecoración de Carlos Manuel de Céspedes, en sesión especial celebrada en el “Club de Leones” y allí murió el 1 de agosto de ese mismo año.
- Datos: Q5985012